# Freddy Deeb
Pour les articles homonymes, voir Deeb.
Kassem 'Freddy' Deeb né le 27 novembre 1955 à Beyrouth au Liban, est un joueur professionnel américain de poker.

## Enfance
Kassem migre aux États-Unis en 1975 à cause de la guerre civile qui éclate dans son pays (Liban). Titulaire d'un visa étudiant, il n'a pas le droit de travailler aux États-Unis et vit grâce à l'argent que ses parents, restés au Liban, lui ont laissé. Parvenant à gagner un peu d'argent au casino de Wendover (Utah), il décide d'aller à Las Vegas, la capitale du jeu, pour essayer de devenir joueur professionnel. "Freddy" devient son pseudonyme.

## Carrière
Son premier gros gain remonte à l'épreuve 2 500 $ NLHE des World Series of Poker en 1990, avec une seconde place et 130 000 $ de gain. En 1994, il remporte le 5 000 $ NLHE du LA Poker Classic III à Los Angeles et 134 000 $, puis deux ans plus tard son premier bracelet WSOP dans l'épreuve de 5,000  $ Deuce to Seven Draw et 146 250 $.
En 2003, il signe ensuite une très bonne performance en finissant 13e sur 839 du Main Event des WSOP, c'est pendant ce Main Event que ses célèbres chemises à fleurs sont devenues sa marque de fabrique après que Phil Ivey les ait désigné responsable du bad beat qu'il a subi.
Freddy Deeb ne cesse d'enchainer les bons résultats en tournoi et finit par gagner ensuite le World Poker Tour d'Aruba en 2005 empochant pour la première fois un gain de 1 000 000 $.
Mais sa meilleure performance a lieu en 2007, avec la victoire au tournoi du prestigieux 50 000 $ H.O.R.S.E World Championnship aux WSOP, qu'il remporte au bout de 5 jours et une victoire en finale après 17h de combat, face au Français Bruno Fitoussi empochant ainsi le plus gros gains de sa carrière avec 2 276 832 $.
En 2010, Freddy Deeb participe au France Poker Tour à Paris, où il termine à la 2e place et remporte 114 000 €.
En 2015, il finit 2e du World Poker Tour Legends Of Poker à Los Angeles, et remporte 383 000 $.
Freddy Deeb a remporté plus de 8,5 millions de dollars au cours de sa carrière. Fin 2018, il est à la 90e place au classement mondial All Time Money List des joueurs en fonction de leurs gains en tournoi sur l'ensemble de leur carrière.

## Bracelets aux World Series of Poker
| Années | Tournois                              | Runner-up       | Gains       |
| ------ | ------------------------------------- | --------------- | ----------- |
| 1996   | 5 000 $ Deuce to Seven                | Mickey Appleman | 146 250 $   |
| 2007   | 50 000 $ H.O.R.S.E World Championship | Bruno Fitoussi  | 2 276 832 $ |

## Télévision
En 2005 et 2006, il participe au saison 2 et 3 du Poker Superstars Invitational Tournament (en).
En 2006, Freddy apparait dans la première saison de l'émission High Stakes Poker.